# 上野美科
上野 美科（うえの みしな、1979年 - ）は、兵庫県神戸市北区生まれ、山口県宇部市在住の日本のヴァイオリニスト。
日本クラシック音楽コンクール・山口福岡地区審査員。北九州音楽協会会員。

## 音楽歴
4歳からピーバディ音楽院(アメリカ合衆国ボルチモア）にてヴァイオリンをスズキ・メソードで始める。1988年にTYSコンクール・ヴァイオリン部門小学生の部第1位を獲得し、毎日新聞社賞を受賞した。中学時代の1992年には全日本学生音楽コンクール・ヴァイオリン部門中学生の部福岡大会第2位となる。
桐朋女子高等学校音楽科を経て、桐朋学園大学を卒業した。在学中の1999年に日本クラシック音楽コンクール大学生の部で第2位（1位なし）となる。
ヴァイオリンを光永俊彦、石井志都子、山口裕之らに、バロック・ヴァイオリンを戸田薫に師事。2001年には東京国際芸術協会全日本クラシック音楽コンサート第2位となった。
2004年2月より響ホール室内合奏団に所属し、2008年1月からは同楽団コンサートマスターを務めた（2017年7月まで)。在籍中の2007年には北九州芸術祭クラシック音楽コンサート部門賞、福岡県知事賞をそれぞれ受賞している。
2005年には、ドイツ・ケーテン宮殿にてマグデブルク・ゾリステンとの交流コンサートに出演し、同宮殿において日本人ヴァイオリニストとして初めてJ.S.バッハの「シャコンヌ」を演奏した。
2009年より東京バッハ・モーツァルト・オーケストラ（後にクラシカル・プレイヤーズ東京）に所属(2017年10月まで)。
この間、山口県芸術文化振興奨励賞を受賞した。
2014年から2017年まで、《湧きあがる音楽際in北九州》祝祭管弦楽団コンサートマスターを務めた。
また、2012年4月より、宇部市歴史的建造物である旧宇部銀行館（ヒストリア宇部）において、「上野美科クラシック・サロン《ひすとりあ音楽塾》」を主宰し2020年5月に60回目を迎える予定であったが、60回目の実際の開催は8月22日となった。
2018年4月より、北九州グランフィルハーモニー管弦楽団の初代コンサートマスターとなる。
山口県文化振興課”やまぐちの若き芸術家たち〜Artist for tomorrow〜”に記載される。
2020年に、イタリアのトリエステ・ヴェルディ歌劇場(it:Teatro_Verdi_(Trieste))管弦楽団に研修派遣された。
2022年4月より、エリザベト音楽大学講師となる。

## 人物
現代ヴァイオリン及びバロック・ヴァイオリンの演奏家。ヴィオラやヴィオラ・ダ・モーレもこなす。
子供の演奏家を天使に見立てて描いたイラストを絵はがきにしてコンサート会場で長年にわたって販売し、売上全額を「ユネスコ世界寺子屋運動」に寄付をした。

## ディスコグラフィー
- 2011年　浜松楽器博物館コレクションシリーズ37『デュフリ全集2〜18世紀フランスの雅〜』中野振一郎(チェンバロ）とともに収録(コジマ録音)、レコード芸術第61巻2月号(2012)準特選。
- 2012年　『女神たちの饗宴　18世紀のロココ宮廷を彩った音楽』を収録(コジマ録音) レコード芸術第61巻11月号(2012)準特選、『音楽現代』第42巻11月号(2012)推薦、ＣＤジャーナル12月号(2012)。
- 2017年　「詩人の夢ーソプラノと弦楽四重奏によるドイツ歌曲集」　ソプラノ白川深雪　ミラージュ・カルテット　上野美科(ヴァイオリン、編曲)   (レック・レボ) レコード芸術第66巻11月号(2017)推薦、『音楽現代』第47巻10月号(2017)推薦、ぶらあぼNew Release Selecton第24巻10月号(2017)。

## 出演
2011年、有田正広・有田千代子らと『名曲アルバム』でJ.S.バッハのブランデンブルク協奏曲第5番、ヴィヴァルディのフルート協奏曲「海の嵐」を演奏。